# Número primo de Newman-Shanks-Williams
En matemáticas, un número primo de Newman-Shanks-Williams (primo NSW) es un número primo p que puede escribirse en la forma:
{\displaystyle S_{2m+1}={\frac {\left(1+{\sqrt {2}}\right)^{2m+1}+\left(1-{\sqrt {2}}\right)^{2m+1}}{2}}}

## Historia
Los primeros números primos NSW fueron descubiertos por Morris Newman, Daniel Shanks y Hugh C. Williams en 1981 durante el estudio de grupo simple finito de orden cuadrado.

## Propiedades
Los primeros números primos NSW son:
7, 41, 239, 9369319, 63018038201,... (sucesión A088165 en OEIS),
correspondientes a los índices:
3, 5, 7, 19, 29,... (sucesión A005850 en OEIS).
La sucesión matemática S aludida en la fórmula puede ser descrita por la siguiente relación de recurrencia:
{\displaystyle S_{0}=1\,}
{\displaystyle S_{1}=1\,}
{\displaystyle S_{n}=2S_{n-1}+S_{n-2}\qquad {\text{para todo }}n\geq 2.}
Los primeros términos de la secuencia son:
1, 1, 3, 7, 17, 41, 99, ... (sucesión A001333 en OEIS).
Cada término en esta secuencia es la mitad del término correspondiente en la secuencia de números compañeros de Pell. Estos números también aparecen en la conversión a fracción continua de {\displaystyle {\sqrt {2}}}.

## Lecturas relacionadas
- Newman, M.; Shanks, D. & Williams, H. C. (1980). «Simple groups of square order and an interesting sequence of primes». Acta Arithmetica 38 (2): 129-140.